# 愛爾蘭裔澳大利亞人

澳大利亞各地具愛爾蘭血統居民的百分比（2011年）

愛爾蘭裔澳大利亞人，是愛爾蘭裔澳大利亞人的統稱，包括來自愛爾蘭的移民及其後裔，他們於澳大利亞歷史有重要的角色。首批抵達的愛爾蘭人，多數是18世紀被送往澳大利亞的罪犯，部分是1798年爱尔兰起义战俘，亦有在愛爾蘭大飢荒中難以謀生而遠赴澳大利亞的拓荒者。至19世紀末期，愛爾蘭裔人士佔澳大利亞人口三份之一。據2011年澳大利亞人口普查，2,087,800名居民表明自己擁有愛爾蘭血統，佔整體人口的10.4%。這統計可能比現實數字為低，不排除部份擁有愛爾蘭血統的居民，因為在當地已經繁衍了數代，而比較認同自己為澳大利亞人。